# Stanisław Kłoskowski
Stanisław Wacław Kłoskowski, ps. „Stokłos” (ur. 18 kwietnia 1888 w Radgoszczy, zm. 17 stycznia 1937 w Warszawie) – rotmistrz taborów Wojska Polskiego.

## Życiorys
Urodził się 18 kwietnia 1888 w Radgoszczy, w ówczesnym powiecie ostrołęckim guberni łomżyńskiej, w rodzinie Juliana i Marii z Lipowskich. Z zawodu był technikiem budowlanym.
16 sierpnia 1914 wstąpił do Legionów Polskich i został przydzielony do I Baonu Uzupełniającego. Następnie służył w IV plutonie 2. szwadronu 1 Pułku Ułanów . 31 marca 1917 w Ostrołęce ukończył oficerski kurs administracyjny. Posiadał wówczas stopień wachmistrza.
1 czerwca 1921 pełnił służbę w Dowództwie Okręgu Generalnego Warszawa, a jego oddziałem macierzystym był 1 Dywizjon Taborów. Na początku 1922 został przeniesiony do rezerwy w stopniu porucznika i przydzielony w rezerwie do 1 Dyonu Taborów w Warszawie. 8 stycznia 1924 został zatwierdzony w stopniu kapitana ze starszeństwem z 1 czerwca 1919 i 26. lokatą w korpusie oficerów rezerwy taborowych. W 1934, jako rotmistrz rezerwy pozostawał w ewidencji Powiatowej Komendy Uzupełnień Kielce. Posiadał wówczas przydział w rezerwie do 10 Dywizjonu Taborów w Radymnie.
Do śmierci był zatrudniony w Zakładach Starachowickich na stanowisku szefa bezpieczeństwa . Zmarł 17 stycznia 1937 w Warszawie . Dwa dni później został pochowany na Cmentarzu Wojskowym na Powązkach .
Stanisław był żonaty z Zofią Brzęk-Osińską z d. Nachtlicht, byłą żoną legionisty Michała Brzęk-Osińskiego.

## Ordery i odznaczenia
- Krzyż Niepodległości (15 czerwca 1932)[11]
- Krzyż Walecznych (dwukrotnie)
- Odznaka Pamiątkowa Więźniów Ideowych[1]